# ブラザー・オブ・ザ・イヤー
ブラザー・オブ・ザ・イヤー ( タイ語: น้อง.พี่.ที่รัก 英語: Brother of The Year) はタイの映画である。ジャンルは恋愛―コメディードラマ。監督および脚本(共同)は ウィッタヤー・トーンユーヨン。制作はジョークワンフィルム。配給はgdh559。主な俳優は サニー・スワンメーターノン、ウッラサヤー・セパーバン、およびニチクン・バック・ホルベチクル。妹の結婚を邪魔しようとする兄を描いた、性格の合わない兄妹の物語である。
映画は2018年5月9日にサイアムパラゴンにある パラゴンシネプレックスでプレミア上映され、翌5月10日に一般公開された。

## あらすじ
ソノ広告社でAEとして働くチャット。クライアントである日本の洗剤会社・シルクの担当者・カイワを接待した後、ナンパして自宅に女性を連れ帰ったところ、妹・ジェーンが4年間の日本留学から帰ってくる。5つ歳の離れたジェーンは成績がよく、チャットは十代の頃から比較されてバカにされていた。ジェーンもまた、幼い頃からサッカーのルールや日本のマンガの読み方を教えてもらうなど尊敬していたものの、次第に兄としての期待に沿わなくなったチャットのことを残念に思っていた。兄妹はフランス人とのハーフだったが、父親はジェーンが生まれた頃にはいなくなっており、バンコクに兄妹が引っ越してからはチャットが父親代わりとしてジェーンのボーイフレンドの監視をしていた。
ジェーンは留学で学んだ日本語を活かし、シルクに入社する。カイワと共に面接を担当したモジは、カラオケでタイ語を勉強したタイ人と日本人のハーフだが、ガイジンのような顔立ちのジェーンに一目惚れし、歓迎会の草野球や、幼い頃読んでいた野球マンガ「さよならホームラン」の話題を通じて親交を深める。タイ人があまりプレイしない野球をジェーンができる理由がジェーンの兄の影響であることを知ったモジは、花屋の留守番に行った際に兄を紹介するよう求めるが、それまで付き合いかけたボーイフレンドをチャットに追い払われていたジェーンは渋る。モジは花言葉を引用して問い詰めるものの深追いはせず、交際1ヶ月記念の花束を贈る。ジェーンはお礼にキスするが、その光景を偶然通りかかったチャットが遠目に目撃し、ジェーンもチャットが見ていたことに気付いて、モジを連れて逃げ出す。
「家事をする男性を対象にしたキャンペーンを行うべき」との言でシルクの広告担当の一員となったジェーンだが、その広告製作を行っているのはチャットであった。接待していたカイワが担当替えでいなくなったチャットは、たかをくくって作っていたクリエイティブが受け入れられず苦労する。写真に映る芝生の色まで問題視されるに至り、チャットはトイレでシルクを揶揄し、ライバル企業に企画を横流しするとの軽口を叩くが、その言葉をモジが聞いてしまう。以前に花屋でジェーンとデートしていたことを持ち出され、モジはチャットの暴言をもみ消すが、そのことを上司に見とがめられ、タイから日本本社への異動を命じられる。モジは野球場で野球勝負の賭けを持ちかけるふりをしてジェーンにプロポーズをするが、付き合った期間が短いうえ、兄をはじめ家族と離れて日本に住むことに不安の残るジェーンは承諾できない。
ジェーンはチャットをソノ社のシルク担当から外すことを要望し、担当がなくなったチャットはインターンのディアーを誘って飲みに行き、泥酔する。翌日ジェーンはレーシック手術後の迎えをチャットに頼んでいたがチャットは来ず、モジが迎えに来る。ジェーンの不安を解消するためにシルクを辞めタイで職探しをすると言ってプロポーズを取り消そうとしたモジに対し、ジェーンはプロポーズを受け入れる。
モジ、モジの母親とジェーン、チャットは日本料理店で会食する。食べながら話をしたり梅酒の梅をデキャンタから取り出して食べるなど無作法な振る舞いをするチャットはさらに、持参金として1000万バーツを要求し、さらにジェーンが日本に住む予定であることを聞くと結婚は承諾できないとジェーンを連れて退席する。帰宅後ジェーンは兄のことを怒り、バンコクの家を売ると言って追い出す。ホテル住まいになったチャットはモジの母親に謝ろうとするが謝ることが出来ず、ジェーンはチャット抜きで結婚の話を進める。
ディアーと飲み歩いていたチャットはディアーを口説こうとするがフラれてしまう。翌日チャットに新しいクライアントが付きそうになるが、隠れて仕事中に酒を飲んでいたことがバレ、辞職を勧告される。噂は業界じゅうをかけめぐり、チャットは新しい仕事を見つけることが出来なかった。
結婚式の招待状を渡した時にそのことをディアーから聞いたジェーンは、ディアーに頼み事をする。ディアーはチャットに餞別として、広告担当を欲しがっている友達の会社を紹介し、チャットは無事担当として採用される。
日本に引っ越す準備を終え、結婚式のため故郷であるマハーサーラカームにモジ家と一緒にジェーンは戻り、モジ一家はジェーンの母や今では伯母となった伯父などジェーンの家族に歓迎される。妹の結婚式のためやはり戻ってきたチャットとジェーンは母校で待ち合わせ、ジェーンはタイシルク製のカバンをモジの母に渡すようチャットに託す。結婚式の朝、ジェーンが置いていったスマホの着信を見たチャットは、チャットの採用がジェーンの差し金だったことを知る。チャットは結婚式に出席せず、式で母、伯母を始め兄にも感謝の言葉を言おうとしていたジェーンは困惑する。
翌日家に戻ってきたチャットに、家族はジェーンがチャットが住めるようバンコクの家を残したことを話してなじるが、チャットはその家のことをはじめ、仕事のこと、贈り物のこと、全てにおいてジェーンがあまりにも自分のことをバカにしていると怒り、兄妹は完全に仲違いしてしまった。ジェーンとモジは北九州に引っ越す。日本風の暮らしにトラブルも当初の心配よりは起こらず、ジェーンは第一子をもうけ、母と伯母も孫の顔を見に日本に遊びに来る。
数年後、バーテンダーとしても働くチャットはディアーに再会する。未だに兄妹が仲直りしていないことを知り、ディアーは泥酔したチャットを送った時にジェーンから聞いた話を話す。それは十代のころ野球のバットをチャットの顎にぶつけて怪我させてしまい、顎の出血を止めるためにジェーンが持っていた生理用ナプキンを使ったことからチャットに不名誉なニックネームがついてしまうという兄妹の仲違いの始まりとなる事件のことで、その時のジェーンの心境をチャットは初めて知る。さらにチャットは昔買ったマンガ「さよならホームラン」にジェーンがした落書きを見つけ、その頃自分がジェーンに慕われていたことを思い出す。ジェーンに第二子が生まれ、母と伯母が顔を見るために日本に来る。チャットも日本に来て姪の顔を見ていると、そこにジェーンの第一子である甥が帰ってくる。チャットは甥に妹を大切にするよう話し、ジェーンに謝罪する。そして、ジェーンとチャットはキャッチボールをする。

## 俳優
- サニー・スワンメーターノン : チャットウィノン・リアンスーワン(チャット)
- ウッラサヤー・セパーバン : ジェーンクワン・リアンスーワン(ジェーン)
- ニチクン・バック・ホルベチクル : モチカワ・タカハシ (モジ)
- Theethat Suk-im : ティーン時のチャット
- Achiraya Nitipon : ティーン時のジェーン
- Due John Strauss : 幼い頃のチャット
- Sasha Kristensen : 幼い頃のジェーン
- Anchuleeon Buagaew : チャットとジェーンの母
- Kanticha Chumma : チャットの恋人
- Witthaya Jetapai : チャットとジェーンの伯父/伯母
- Putthipong Assaratanakul : ボン
- Chaleumpol Tikumpornteerawong : 魚釣りの青年
- Natee Ekwijit : セン (チャットの幼馴染)
- Manasaporn Chanchalerm : ディアー
- Napassanan Sirindasuphasiri : ムアイ
- Misuzu Nakamura : モジの母
- Tetsunobu Tanikawa : サイトウ (モジの上司)
- 小泉 信 : カイワ (シルクの元担当)
- Ritsu Dsugi : リョウ (チャットの甥)

## 製作
作品の構想に関して監督であり脚本の共同執筆者であるウィッタヤー・トーンユーヨンは、「映画では兄妹のキャラクターがよく出てくるが、彼らが主役という作品はあまりない。夫婦であれば配偶者を選ぶことができるが、兄妹は選ぶことができない。この点に着目した」と語り、さらに「本来であれば“兄が妹を守る”というものを逆にしてみたらどうなるのだろうか」と補足した。
また、日本人役であるモジにタイ-韓国のハーフであるニックンを起用した理由について、ウィッタヤー・トーンユーヨンは「(日本人らしい個性を出すために)最初からハーフ、もしくは日本人の方を起用しようと思っていたが、タイ語のセリフをきちんと話せる方がいなかった」と語っている。タイネイティブでないニックンのタイ語はモジ役にはぴったりだったという。
撮影は、ARRI ALEXA MINI 4Kにより、同時録音で行われた。

## 音楽
- "รักน้องคนเดียวววว" : UrboyTJ Feat. サニー・スワンメーターノン and ウッラサヤー・セパーバン (Thaneth Warakulnukroh の"รักน้องคนเดียว"の歌詞を替えたもの)
- "พี่ชายที่แสนดี" : รวิวรรณ จินดา
- "ยังโสด" : Olives
- "Make It Happen" : プリンヤー・インタチャイ and ウッラサヤー・セパーバン

チャットが接待やディアーとの飲み歩きに使ったパブでのモーラム演奏は、The Paradise Bangkok Molam International Bandによる。

## 反響

### 批評
Post Todayは「GDHは自分の水準を未だ維持している。選びに選び抜く それだけをしている」とコメントした 

### 上映と収入
ブラザー・オブ・ザ・イヤーが作られることがGDH559から発表されたのは2017年のことだった。GDH559での復帰出演となるニックンを含む主演3名の写真が公開され、仮題が"Brother & Sister"であることも発表された。 
2018年4月1日、GDH559のもとプロモーションが始まり、3枚のポスターが公開された。同時にFacebookページが公開され、4月4日にはエムクォーティエM階にあるクォーティエギャラリーで正式タイトルが"น้อง.พี่.ที่รัก"であることも発表された。マスメディア向けのガラ公開は2018年5月9日、サイアム・パラゴン内にあるパラゴンシネプレックスで行われた。
公式の公開日(5月10日)における"ブラザー・オブ・ザ・イヤー"の興行収入は13.30百万バーツで、これはGDH559の公開初日最大となる金額である。公開初週(4日間)の興行収入は66.76百万バーツであった。
5月19日 "รักน้อง คิดถึงพี่ 200 ล้านหรือนี่...ที่รัก"というイベントが開かれ、その時の記者会見で興行収入が2億バーツに達することが発表された。

### 受賞
| 賞                                   | 部門             | 対象                       | 結果       |
| ------------------------------------ | ---------------- | -------------------------- | ---------- |
| サイアムダラー・スター・アワード2018 | 最優秀映画賞     | ブラザー・オブ・ザ・イヤー | ノミネート |
| サイアムダラー・スター・アワード2018 | 最優秀主演男優賞 | サニー・スワンメーターノン | 受賞       |
| サイアムダラー・スター・アワード2018 | 最優秀主演女優賞 | ウッラサヤー・セパーバン   | 受賞       |
| サイアムダラー・スター・アワード2018 | 最優秀新人女優賞 | Achiraya Nitipon           | ノミネート |
| Maya Awards 2018                     | 最優秀映画賞     | ブラザー・オブ・ザ・イヤー | 受賞       |
| Maya Awards 2018                     | 最優秀脚本賞     | ブラザー・オブ・ザ・イヤー | 受賞       |
| Maya Awards 2018                     | 最優秀主演女優賞 | ウッラサヤー・セパーバン   | 受賞       |

### 日本での上映
この映画は、2019年1月現在まで一般上映、もしくは日本語版DVD等の販売やレンタル等はされていないが、以下の映画祭等での上映が行われている。
第31回東京国際映画祭
2018年10月28日および29日の1日各1回、TOHOシネマズ 六本木ヒルズ SCREEN9で上映。「ブラザー・オブ・ザ・イヤー」の邦題で上映された。